# 호이마구

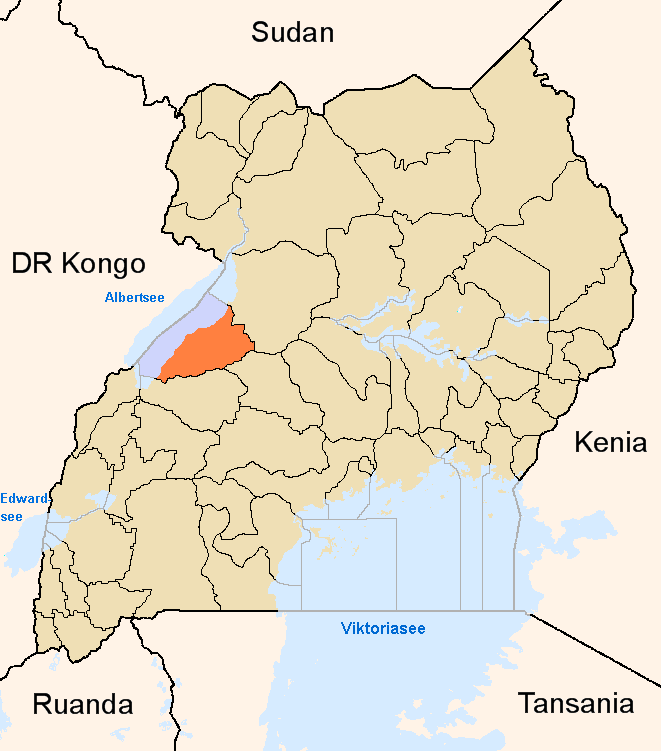
호이마 구의 위치

호이마구(Hoima)는 우간다 서부와 앨버트호 남동부에 위치한 구로, 행정 중심지는 호이마이며 인구는 349,204명(2002년 인구 조사 기준)이다.
행정 구역상으로는 서부 주에 속하며 2개 군(부가히아 군, 부하구지 군)을 관할한다. 북쪽으로는 불리사 구와 마신디 구, 남쪽으로는 키발레 구, 남동쪽으로는 키보가 구, 콩고 민주 공화국 동부 주와 접한다.

## 인구
| 연도 | Est. Pop. | ±%    |
| ---- | --------- | ----- |
| 2002 | 343,600   | —     |
| 2003 | 353,200   | +2.8% |
| 2004 | 363,100   | +2.8% |

| 연도 | Est. Pop. | ±%    |
| ---- | --------- | ----- |
| 2005 | 373,300   | +2.8% |
| 2006 | 383,700   | +2.8% |
| 2007 | 394,500   | +2.8% |

| 연도 | Est. Pop. | ±%    |
| ---- | --------- | ----- |
| 2008 | 405,500   | +2.8% |
| 2009 | 416,900   | +2.8% |
| 2010 | 428,500   | +2.8% |

## 같이 보기
- 서부주 (우간다)